# The Flaming Forties
The Flaming Forties è un film muto del 1924 diretto da Tom Forman.

## Produzione
Il film fu prodotto da Hunt Stromberg per la Stellar Productions, una piccola compagnia che produsse in un anno sette pellicole con protagonista Harry Carey.

## Distribuzione
Distribuito dalla Producers Distributing Corporation (PDC), il film uscì nelle sale cinematografiche statunitensi il 21 dicembre 1924.

## Differenti versioni
Tennessee's Pardner di Bret Harte fu portato varie volte sullo schermo:
- Tennessee's Pardner, regia di George Melford (1916)
- The Flaming Forties, regia di Tom Forman (1924)
- The Golden Princess, regia di Clarence G. Badger (1925)
- La jungla dei temerari (Tennessee's Partner) di Allan Dwan (1955)